# Професионален фолклорен ансамбъл „Добруджа“
Професионален фолклорен ансамбъл „Добруджа“ е фолклорен ансамбъл в град Добрич, България.
Основан е през 1954 година, като през 60-те години става професионален, и включва оркестър, хор и танцов състав. През годините ръководители на ансамбъла са били Петър Крумов (1957 – 1982), Валентин Кубратов, Костадин Бураджиев, Стоян Господинов. Изпълнения на хора при ансамбъла са включени в известната поредица от албуми „Мистерията на българските гласове“.